# 부영양화

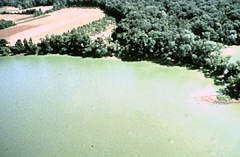
포토맥 강이 부영양화되어 녹조류가 과잉 번식된 모습.

부영양화(富營養化, eutrophication)는 화학 비료나 오수의 유입 등으로 물에 인(P)과 질소(N)와 같은 영양분이 과잉 공급되어 식물의 급속한 성장 또는 소멸을 유발하고 조류가 과도하게 번식하게 하여 하천이나 호소 심층수의 산소를 빼앗아 용존산소량(DO)를 감소시켜 생물을 죽게 하는 현상을 말한다.
일반적으로 화학비료 혹은 오수의 유입으로 생물이 죽으며 그 생물이 부식되어가는 과정 속에서 또한번 영양분이 계속해서 과잉공급이 되어간다. 부영양화가 일어나게 되면 물의 맛과 냄새가 이상해진다. 부영양화를 방지하기 위한 대책으로는 인(P)과 질소(N)의 유입을 줄이는 방법을 사용하거나, 활성탄, 황산 구리(CuSO4)를 살포하는 방법이 있다.

## 대한민국 부영양화 지표
대한민국에서 사용하는 부영양화 지표에는 대표적으로 총 질소(T-N)와 총 인(T-P)이 있다. 1999년을 기준으로 투명도(Secchi disk depth)는 부영양화를 평가하는 데 들어가는 지표가 아니었지만, 2000년 기준으로 부영양화에 대한 가장 일반적인 지표기준으로 받아들여지고 있다.

## 같이 보기
- 녹조

## 참고 문헌
- 노재식; 한웅규; 정용욱 (2016). 《토목기사 대비 상하수도 공학》. 한솔아카데미. ISBN 9791156562344.
- 이종형 외. 《상하수도 공학》 5판. 구미서관. 84쪽.